# UCI ProSeries de 2020
A UCI ProSeries de 2020 foi a primeira edição da competição ciclista que agrupa as corridas que têm obtido a licença ProSeries, é o segundo nível de competição na ordem de importância do ciclismo de estrada masculino após o UCI WorldTour. Esta divisão, gerida pela Union cycliste internationale, está composta de 26 competições organizadas de 26 de janeiro a 14 de outubro de 2020 na Europa, nas Américas e na Ásia.
Iniciou-se a 26 de janeiro de 2020 na Argentina com a Volta a San Juan e finalizará a 18 de outubro de 2020 com a Japan Cup em Japão. Em princípio, disputar-se-iam 57 concorrências nas categorias 1.pro (carreira de um dia) e 2.pro (carreira por etapas), outorgando pontos aos primeiros classificados das etapas e à classificação final, ainda que o calendário poderia sofrer modificações ao longo da temporada com a inclusão de novas carreiras ou exclusão de outras.

## Equipas
As equipas que podem participar nas diferentes carreiras depende da categoria das mesmas. As equipas UCI WorldTeam e UCI ProTeam, têm cota limitada para competir de acordo ao ano correspondente estabelecido pela UCI, as equipas UCI Continentais e selecções nacionais não têm restrições de participação:

## Calendário
As seguintes são as carreiras que compõem o calendário UCI ProSeries para a temporada de 2020 aprovado pela UCI.
| Categoria                  | Equipas |
| -------------------------- | --- |
| 1.pro (Corrida de um dia)  | * UCI WorldTeam (max 70 %) * UCI ProTeam * Equipa continental do país * Equipa continental estrangeira (max 2) * Selecção nacional do país organizador |
| 2.pro (Corrida por etapas) | * UCI WorldTeam (max 70 %) * UCI ProTeam * Equipa continental do país * Equipa continental estrangeira (max 2) * Selecção nacional do país organizador |

## Corridas
Esta edição compreende 26 corridas com 17 corridas de um dia (1.pro) e 9 corridas por etapas (2.pro). Há 24 provas na Europa, 1 na Ásia e 1 nas Américas. As provas têm sido seleccionadas no dossier entre as provas classificadas em 2019 em Fora de categoria, classificadas 1 e as novas corridas estratégicas (países emergentes). A Volta à Turquia que foi retirada do World Tour é integrada igualmente ao calendário.
Em dezembro de 2019, a Volta à Noruega, prevista a 28 de maio a 2 de junho, foi anulada por razões financeiras. Três mêses mais tarde, é finalmente aberto o programa para compensar a parada da manga de Stavanger das Hammer Series. Em janeiro de 2020, é o Tour de Oman que é anulado devido à morte do Sultão de Omã Qabus ibn Saïd que incorporava um duelo nacional de 40 dias. Findo janeiro, é o Tour de Hainan que é anulado devido à Pandemia COVID-19 de coronavírus. Daqui por diante as numerosas corridas são anuladas igualmente devido à pandemia a 19 de maio de 2020, o UCI põe em marcha um novo calendário que leva o total a 28 corridas, em lugar das 56 previstas ao princípio da temporada. Outras corridas são no entanto anuladas daqui por diante, como a Japan Cup e o Grande Prêmio de Fourmies.

### Janeiro
| UCI ProSeries de 2020 - Janeiro |                  |        |                 |                       |
| Data                            | Carreira         | Classe | Ganhador        | Equipa                |
| ------------------------------- | ---------------- | ------ | --------------- | --------------------- |
| 26-2                            | Volta a San Juan | 2.pro  | Remco Evenepoel | Deceuninck-Quick Step |

### Fevereiro
| UCI ProSeries de 2020 - Fevereiro |                               |        |                  |                       |
| Data                              | Carreira                      | Classe | Ganhador         | Equipa                |
| --------------------------------- | ----------------------------- | ------ | ---------------- | --------------------- |
| 5-9                               | Volta à Comunidade Valenciana | 2.pro  | Tadej Pogačar    | UAE Emirates          |
| 7-14                              | Tour de Langkawi              | 2.pro  | Danilo Celano    | Sapura                |
| 11-16                             | Tour de Omã                   | 2.pro  | Suspendida       | Suspendida            |
| 13-16                             | Tour La Provence              | 2.pro  | Nairo Quintana   | Arkéa Samsic          |
| 16                                | Clássica de Almeria           | 1.pro  | Pascal Ackermann | Bora-Hansgrohe        |
| 16                                | Troféu Laigueglia             | 1.pro  | Giulio Ciccone   | Selecção da Itália    |
| 19-23                             | Volta ao Algarve              | 2.pro  | Remco Evenepoel  | Deceuninck-Quick Step |
| 19-23                             | Volta à Andaluzia             | 2.pro  | Jakob Fuglsang   | Astana                |
| 23-1                              | Tour de Hainan                | 2.pro  | Suspendida       | Suspendida            |
| 29                                | Faun-Ardèche Classic          | 1.pro  | Rémi Cavagna     | Deceuninck-Quick Step |

### Março
| UCI ProSeries de 2020 - Março |                        |        |                |                       |
| Data                          | Carreira               | Classe | Ganhador       | Equipa                |
| ----------------------------- | ---------------------- | ------ | -------------- | --------------------- |
| 1                             | Kuurne-Bruxelas-Kuurne | 1.pro  | Kasper Asgreen | Deceuninck-Quick Step |
| 1                             | La Drôme Classic       | 1.pro  | Simon Clarke   | EF                    |

### Julho
| Data | Carreira       | País    | Classe | Vencedor        | Equipa                |
| ---- | -------------- | ------- | ------ | --------------- | --------------------- |
| 28-1 | Volta a Burgos | Espanha | 2.pro  | Remco Evenepoel | Deceuninck-Quick Step |

### Agosto
| Data  | Carreira                 | País    | Classe | Vencedor                                      | Equipa          |
| ----- | ------------------------ | ------- | ------ | --------------------------------------------- | --------------- |
| 3     | Grande Trittico Lombardo | Itália  | 1.pro  | Gorka Izagirre                                | Astana Pro Team |
| 5     | Milano-Torino            | Itália  | 1.pro  | Arnaud Démare                                 | Groupama-FDJ    |
| 12    | Giro del Piemonte        | Itália  | 1.pro  | George Bennett                                | Jumbo-Visma     |
| 15    | Através do Hageland      | Bélgica | 1.pro  | Jonas Rickaert                                | Alpecin-Fenix   |
| 16-19 | Volta a Valônia          | Bélgica | 2.pro  | Arnaud Démare                                 | Groupama-FDJ    |
| 18    | Tour de Emília           | Itália  | 1.pro  | Aleksandr Vlasov (ciclista)\|Aleksandr Vlasov | Astana Pro Team |
| 30    | Brussels Cycling Classic | Bélgica | 1.pro  | Tim Merlier                                   | Alpecin-Fenix   |

### Setembro
| Data  | Carreira                      | País       | Classe | Vencedor   | Equipa                     |
| ----- | ----------------------------- | ---------- | ------ | ---------- | -------------------------- |
| 15-19 | Volta ao Luxemburgo           | Luxemburgo | 2.pro  |            |                            |
| 17    | Coppa Sabatini-GP de Peccioli | Itália     | 1.pro  | Dion Smith | masculino Mitchelton-Scott |

### Outubro
| Data | Carreira                 | País    | Classe | Vencedor | Equipa |
| ---- | ------------------------ | ------- | ------ | -------- | ------ |
| 7    | Flecha brabançonne       | Bélgica | 1.pro  |          |        |
| 11   | Paris-Tours              | França  | 1.pro  |          |        |
| 14   | Grande Prêmio de Escalda | Bélgica | 1.pro  |          |        |

### Carreiras anuladas
| Data                      | Nome da prova                                          | País           | Cat   |
| ------------------------- | ------------------------------------------------------ | -------------- | ----- |
| 11-16 de fevereiro        | Tour de Oman                                           | Omã            | 2.pro |
| 23 de fevereiro-1.º março | Tour de Hainan                                         | China          | 2.pro |
| 8 de março                | Grande Prêmio da indústria e da artesanato de Larciano | Itália         | 1.pro |
| 18 de março               | Danilith Nokere Koerse                                 | Bélgica        | 1.pro |
| 19 de março               | Grande Prêmio de Denain-Porte de Henao                 | França         | 1.pro |
| 20 de março               | Bredene Koksijde Classic                               | Bélgica        | 1.pro |
| 4 de abril                | Grande Prêmio Miguel Indurain                          | Espanha        | 1.pro |
| 12-19 de abril            | Volta à Turquia                                        | Turquia        | 2.pro |
| 19 de abril               | Tro Bro Leon                                           | França         | 1.pro |
| 20-24 de abril            | Tour dos Alpes                                         | Itália         | 2.pro |
| 30-3 de abril             | Tour de Yorkshire                                      | Reino Unido    | 2.pro |
| 5-10 de maio              | Quatro Dias de Dunquerque                              | França         | 2.pro |
| 16 de maio                | Grande Prêmio de Plumelec-Morbihan                     | França         | 1.pro |
| 21-24 de maio             | Tour da Noruega                                        | Noruega        | 2.pro |
| 28-31 de maio             | Boucles de la Mayenne                                  | França         | 2.pro |
| 3-7 de junho              | ZLM Tour                                               | Países Baixos  | 2.pro |
| 10-14 de junho            | Volta à Bélgica                                        | Bélgica        | 2.pro |
| 10-14 de junho            | Volta à Eslovénia                                      | Eslovênia      | 2.pro |
| 27-3 de junho             | Volta à Áustria                                        | Áustria        | 2.pro |
| 26-2 de julho             | Volta do Lago Qinghai                                  | China          | 2.pro |
| 3-9 de agosto             | Tour de Utah                                           | Estados Unidos | 2.pro |
| 6-9 de agosto             | Arctic Race of Norway                                  | Noruega        | 2.pro |
| 20-23 de agosto           | Volta à Alemanha                                       | Alemanha       | 2.pro |
| 1.º-5 de setembro         | Volta à Dinamarca                                      | Dinamarca      | 2.pro |
| 6 de setembro             | Maryland Cycling Classic                               | Estados Unidos | 1.pro |
| 6-13 de setembro          | Volta à Grã-Bretanha                                   | Reino Unido    | 2.pro |
| 12 de setembro            | Tour de Eurométropole                                  | Bélgica        | 1.pro |
| 13 de setembro            | Grande Prêmio de Fourmies                              | França         | 1.pro |
| 16 de setembro            | Grande Prêmio de Valônia                               | Bélgica        | 1.pro |
| 19 de setembro            | Primus Classic                                         | Bélgica        | 1.pro |
| 1.º outubro               | Coppa Bernocchi-GP BPM                                 | Itália         | 1.pro |
| 3 de outubro              | Tour de Münster                                        | Alemanha       | 1.pro |
| 8 de outubro              | Três Vales Varésines                                   | Itália         | 1.pro |
| 18 de outubro             | Japan Cup Ciclo Road Race                              | Japão          | 1.pro |